# Ernesto Abbate
Ernesto Paolo Abbate (* 6. September 1881 in Noicattaro; † 26. April 1934 in Martina Franca) war ein italienischer Dirigent und Komponist. Bekannt sind seine Kompositionen für die italienische Banda.

## Leben
Ernesto Abbate erhielt durch seinen Vater Biagio Abbate und seinen älteren Bruder Gennaro Abbate Musikunterricht. Am Conservatorio San Pietro a Majella studierte er Komposition bei Nicola D’Arienzo (1842–1915) und Camillo De Nardis (1857–1951). Er dirigierte die Blasorchester von San Ferdinando di Puglia und Soleto, bevor er ab 1919 die Leitung der Banda von Squinzano übernahm. 1929 gewann er mit der Banda einen Wettbewerb in Bologna. Sie interpretierten La Sagra die Fiori und eine Fantasie über La Traviata. Am 8. April 1929 wurde er dort Ehrenbürger. Er erkrankte schwer im Februar 1932 und rief Gennaro zu sich, um ihn zu überreden die Banda zu übernehmen. Daraufhin verzichtete Gennaro auf seine internationale Dirigentenkarriere und übernahm als Nachfolger Ernestos die Banda noch zwanzig Jahre bis zu seinem eigenen Tod im Jahr 1954. Er selbst ließ sich in Martina Franca nieder. Nach seinem Tod wurde sein Leichnam nach Squinzano überführt. Bei der Prozession im Rahmen der Bestattung spielten fünf der damals bekanntesten italienischen Bandas.

## Werke (Auswahl)
Ernesto Abbate war gemeinsam mit seinem Bruder Gennaro einer der ersten Komponisten, die Originalkompositionen für die italienische Banda geschrieben haben. Neben den Werken für Banda schrieb er auch Geistliche Musik, Vokal- und Klaviermusik.
- A tubo, Marcia sinfonico[3]
- A voi! brontoloni!, Marcia sinfonico, 1958 eingespielt von Complesso del Piccolo teatro musicale della „Citta di Roma“unter Leitung von Amleto Lacerenza (1910–1972) beim Label Discografia Tevere[3][4]
- Al circolo „Probanda“ , Marcia di Mololucchi[3]
- All’antica, Marcia sinfonico[3]
- Amelia, Marcia in concerto[3]
- Amori tripolini[3]
- Bella Madonna, Nenia religiosa in Tempo di Marcia
- [3]Colombi... che tubano, Scherzo sinfonico
- Canto d’eroi, Poema Sinfonico
- Cettina birrichina, characteristic March[3]
- Diana di Gaudio, Tempo di Marcia[3]
- Epimone[3]
- Fa, Re, Do, Si, Scherzo marciabile, publiziert bei Edizio Ortip[3]
- I gladiatori, Marcia sinfonico
- [3]Il Leone e l'Aquila (1919–1933), gran marcia da concerto
- Il trionfo, Marcia sinfonico
- La Principessa lontana, Poema sinfonico
- La Sagra dei Fiori - Poema Sinfonico für Grande Banda.  Das Sinfonische Gedicht entstand 1921. Alessandro Celardi bearbeitete das Werk für modernes Sinfonisches Blasorchester. Die Uraufführung dieser Fassung fand 2013 beim World Music Contest WMC in Kerkrade statt. 2019 wurde sie bei Baton Music publiziert. Eine weiter Fassung für Blasorchester erstellte Massimo Picchioni, publiziert bei Master Symphony.
- Ninì capricciosa, Marcia sinfonico, 1958 eingespielt von Complesso del Piccolo teatro musicale della „Citta di Roma“unter Leitung von Amleto Lacerenza (1910–1972) beim Label Discografia Tevere[3][4]
- Reggimento di donne, Marciabile
- Svelti All'Alloggio, Marcia brillante[3]
- Duetto originale, Concerto für zwei Soloklarinetten und Banda
- Titina, Marciabile
- [5]Verso l'amore, Marcia sinfonica